# Greif (Unternehmen)
Greif ist ein US-amerikanisches Unternehmen mit Hauptsitz in Delaware. Greif ist einer der weltweit führenden Anbieter von Industrieverpackungen und bedeutender Besitzer von Holzabbauflächen in den Vereinigten Staaten. Das Unternehmen verfügt (im Jahr 2013) über mehr als 200 Standorte weltweit.
Durch diverse Akquisitionen ist Greif in den letzten zehn Jahren vor 2013 stark gewachsen und war im Jahr 2013 in über 50 Ländern aktiv. Rund 14.000 Vollzeitangestellte erwirtschafteten im Jahr 2013 einen Gewinn vor Steuern in Höhe von 460 Mio. US-Dollar, bei einem Umsatz von 4,3 Mrd. US-Dollar.

## Greif in Deutschland
Der deutsche Hauptsitz von Greif befindet sich in Köln. Die Greif Packaging Germany GmbH fungiert als Holding Gesellschaft für die zahlreichen Tochterunternehmen in Deutschland. An sieben Standorten sind insgesamt mehr als 500 Vollzeitkräfte beschäftigt. Neben Köln werden in Deutschland Werke in Hamburg, Lövenich, Mendig, Monzingen, Rheine und Viernheim betrieben. 